# John Reilly (beisebol)
John Good Reilly [vulgo Long John] (5 de outubro de 1858 – 31 de maio de 1937) foi um jogador profissional de beisebol que atuou como primeira base na Major League Baseball, rebateu 69 home runs e teve aproveitamento ao bastão de 28,9% durante sua carreira de 10 anos. Em  1888, rebateu 13 home runs com 103 RBIs e aproveitamento ao bastão de 32,1%.

## Biografia
Reilly estava entre os dez melhores rebatedores de 1888 até 1892, mas nunca passou do sétimo lugar.
Sus números mais altos em temporada única foram 135 partidas disputadas, 553 vezes ao bastão, 112 corridas, 170 rebatidas, 35 duplas, 26 triplas, 13 HRs, 103 RBIs, 82 bases roubadas, 34 walks e 264 bases totais.
Também foi o primeiro de quatro jogadores que rebateram pelo ciclo em três ocasiões diferentes em suas carreiras (duas vezes na   Associação Americana, uma na National League). Conquistou o feito duas vezes em 1883 (a primeira em 12 de setembro e a segunda exatamente uma semana depois, em 19 de setembro, empatado como mais rápido intervalo entre rebatedores de múltiplos ciclos). Seu terceiro ciclo aconteceu em 6 de agosto de 1890.
Foi induzido ao Cincinnati Reds Hall of Fame em 23 de junho de 2012.